# Astragalus filiformis
Astragalus filiformis es una especie de planta del género Astragalus, de la familia de las leguminosas, orden Fabales.

## Distribución
Astragalus filiformis se distribuye por Crimea.

## Taxonomía
Fue descrita científicamente por (DC.) Poir. Fue publicada en J.B.A.M.de Lamarck, Encycl., Suppl. 1 : 528 (1811).